# 코시 수렴 판정법
해석학에서 코시 수렴 판정법(영어: Cauchy’s convergence test)은 급수의 수렴 판정법의 하나이다. 이 판정법에 의하면, 급수가 수렴한다는 것은 부분합 수열이 코시 수열인 것과 동치이다.

## 정의
{\displaystyle \mathbb {K} \in \{\mathbb {R} ,\mathbb {C} \}}가 실수체 또는 복소수체라고 하자.

### 실수항 또는 복소수항 급수
{\displaystyle \mathbb {K} } 위의 수열 {\displaystyle (x_{n})_{n=0}^{\infty }\subseteq \mathbb {K} }이 주어졌다고 하자. 코시 수렴 판정법에 따르면, 다음 두 조건이 서로 동치이다.
- {\displaystyle \textstyle \sum _{n=0}^{\infty }x_{n}}은 수렴한다.
- 임의의 양의 실수 {\displaystyle \epsilon >0}에 대하여, 다음을 만족시키는 자연수 {\displaystyle N_{\epsilon }\in \mathbb {N} }가 존재한다.
  - 임의의 {\displaystyle m,n>N_{\epsilon }}에 대하여, {\displaystyle \textstyle \left|{\sum _{k=m+1}^{n}x_{k}}\right|<\epsilon }

여기서 {\displaystyle |\cdot |}는 절댓값이다.
증명:
첫 번째 조건은 부분합 {\displaystyle \textstyle \sum _{k=0}^{n}x_{k}}의 수렴을 일컫는다. 두 번째 조건은 부분합이 코시 점렬임을 뜻한다. {\displaystyle \mathbb {K} }는 완비 거리 공간을 이루므로, 부분합이 수렴하는 것은 부분합이 코시 점렬인 것과 동치이다.

### 바나흐 공간 위의 급수
{\displaystyle \mathbb {K} }-바나흐 공간 {\displaystyle (X,\Vert \cdot \Vert )} 위의 점렬 {\displaystyle (x_{n})_{n=0}^{\infty }\subseteq X}이 주어졌다고 하자. 코시 수렴 판정법에 따르면, 다음 두 조건이 서로 동치이다.:8, §1.2, Theorem 1.2.1
- {\displaystyle \textstyle \sum _{n=0}^{\infty }x_{n}}은 수렴한다.
- 임의의 양의 실수 {\displaystyle \epsilon >0}에 대하여, 다음을 만족시키는 자연수 {\displaystyle N_{\epsilon }\in \mathbb {N} }가 존재한다.
  - 임의의 {\displaystyle m,n>N_{\epsilon }}에 대하여, {\displaystyle \textstyle \Vert {\sum _{k=m+1}^{n}x_{k}}\Vert <\epsilon }

증명:
첫 번째 조건은 부분합 {\displaystyle \textstyle \sum _{k=0}^{n}x_{k}}의 수렴을 일컫는다. 두 번째 조건은 부분합이 코시 점렬임을 뜻한다. {\displaystyle X}는 완비 거리 공간을 이루므로, 부분합이 수렴하는 것은 부분합이 코시 점렬인 것과 동치이다.

### 함수항 급수
집합 {\displaystyle S} 및 {\displaystyle \mathbb {K} }값 함수열 {\displaystyle f_{n}\colon S\to \mathbb {K} } ({\displaystyle n\in \mathbb {N} })이 주어졌다고 하자. 균등 수렴에 대한 코시 수렴 판정법에 따르면, 다음 두 조건이 서로 동치이다.
- {\displaystyle \textstyle \sum _{n=0}^{\infty }f_{n}}은 균등 수렴한다.
- 임의의 양의 실수 {\displaystyle \epsilon >0}에 대하여, 다음을 만족시키는 자연수 {\displaystyle N_{\epsilon }\in \mathbb {N} }가 존재한다.
  - 임의의 {\displaystyle m,n>N_{\epsilon }} 및 {\displaystyle s\in S}에 대하여, {\displaystyle \textstyle \left|\sum _{k=m+1}^{n}f_{k}(s)\right|<\epsilon }

증명:
{\displaystyle \textstyle \sum _{n=0}^{\infty }f_{n}}이 균등 수렴한다고 가정하자. 임의의 양의 실수 {\displaystyle \epsilon >0}에 대하여, 다음을 만족시키는 자연수 {\displaystyle N_{\epsilon }}가 존재한다.
임의의 {\displaystyle n>N_{\epsilon }} 및 {\displaystyle s\in S}에 대하여, {\displaystyle \textstyle \left|\sum _{k=0}^{n}f_{k}(s)-\sum _{k=0}^{\infty }f_{k}(s)\right|<{\frac {\epsilon }{2}}}
따라서, 임의의 {\displaystyle n>m>N_{\epsilon }} 및 {\displaystyle s\in S}에 대하여,
{\displaystyle \left|\sum _{k=m+1}^{n}f_{n}(s)\right|=\left|\sum _{k=0}^{n}f_{k}(s)-\sum _{k=0}^{m}f_{k}(s)\right|\leq \left|\sum _{k=0}^{n}f_{k}(s)-\sum _{k=0}^{\infty }f_{k}(s)\right|+\left|\sum _{k=0}^{\infty }f_{k}(s)-\sum _{k=0}^{m}f_{k}(s)\right|<\epsilon }
이다.
반대로, 임의의 양의 실수 {\displaystyle \epsilon >0}에 대하여, 다음을 만족시키는 자연수 {\displaystyle N_{\epsilon }\in \mathbb {N} }가 존재한다고 가정하자.
임의의 {\displaystyle m,n>N_{\epsilon }} 및 {\displaystyle s\in S}에 대하여, {\displaystyle \textstyle \left|\sum _{k=m+1}^{n}f_{k}(s)\right|<\epsilon }
그렇다면, 각 {\displaystyle s\in S}에서의 부분합 {\displaystyle \textstyle \sum _{k=0}^{n}f_{k}(s)}는 {\displaystyle \mathbb {K} } 위의 코시 수열이며, 따라서 {\displaystyle \textstyle \sum _{n=0}^{\infty }f_{n}(s)}은 수렴한다. 이제, 위 조건에서 {\displaystyle n\to \infty }을 취하면 다음을 얻는다.
임의의 {\displaystyle m>N_{\epsilon }} 및 {\displaystyle s\in S}에 대하여, {\displaystyle \textstyle \left|\sum _{k=0}^{\infty }f_{k}(s)-\sum _{k=0}^{m}f_{k}(s)\right|<\epsilon }
이에 따라, {\displaystyle \textstyle \sum _{n=0}^{\infty }f_{n}}은 균등 수렴한다.
보다 일반적으로, 집합 {\displaystyle S} 및 {\displaystyle \mathbb {K} }-바나흐 공간 {\displaystyle (X,\Vert \cdot \Vert )} 및 {\displaystyle X}값 함수열 {\displaystyle f_{n}\colon S\to X} ({\displaystyle n\in \mathbb {N} })이 주어졌다고 하자. 균등 수렴에 대한 코시 수렴 판정법에 따르면, 다음 두 조건이 서로 동치이다.
- {\displaystyle \textstyle \sum _{n=0}^{\infty }f_{n}}은 균등 수렴한다.
- 임의의 양의 실수 {\displaystyle \epsilon >0}에 대하여, 다음을 만족시키는 자연수 {\displaystyle N_{\epsilon }\in \mathbb {N} }가 존재한다.
  - 임의의 {\displaystyle m,n>N_{\epsilon }} 및 {\displaystyle s\in S}에 대하여, {\displaystyle \textstyle \left\Vert \sum _{k=m+1}^{n}f_{k}(s)\right\Vert <\epsilon }

증명:
{\displaystyle \textstyle \sum _{n=0}^{\infty }f_{n}}이 균등 수렴한다고 가정하자. 임의의 양의 실수 {\displaystyle \epsilon >0}에 대하여, 다음을 만족시키는 자연수 {\displaystyle N_{\epsilon }}가 존재한다.
임의의 {\displaystyle n>N_{\epsilon }} 및 {\displaystyle s\in S}에 대하여, {\displaystyle \textstyle \left\Vert \sum _{k=0}^{n}f_{k}(s)-\sum _{k=0}^{\infty }f_{k}(s)\right\Vert <{\frac {\epsilon }{2}}}
따라서, 임의의 {\displaystyle n>m>N_{\epsilon }} 및 {\displaystyle s\in S}에 대하여,
{\displaystyle \left\Vert \sum _{k=m+1}^{n}f_{n}(s)\right\Vert =\left\Vert \sum _{k=0}^{n}f_{k}(s)-\sum _{k=0}^{m}f_{k}(s)\right\Vert \leq \left\Vert \sum _{k=0}^{n}f_{k}(s)-\sum _{k=0}^{\infty }f_{k}(s)\right\Vert +\left\Vert \sum _{k=0}^{\infty }f_{k}(s)-\sum _{k=0}^{m}f_{k}(s)\right\Vert <\epsilon }
이다.
반대로, 임의의 양의 실수 {\displaystyle \epsilon >0}에 대하여, 다음을 만족시키는 자연수 {\displaystyle N_{\epsilon }\in \mathbb {N} }가 존재한다고 가정하자.
임의의 {\displaystyle m,n>N_{\epsilon }} 및 {\displaystyle s\in S}에 대하여, {\displaystyle \textstyle \left\Vert \sum _{k=m+1}^{n}f_{k}(s)\right\Vert <\epsilon }
그렇다면, 각 {\displaystyle s\in S}에서의 부분합 {\displaystyle \textstyle \sum _{k=0}^{n}f_{k}(s)}는 {\displaystyle \mathbb {K} } 위의 코시 수열이며, 따라서 {\displaystyle \textstyle \sum _{n=0}^{\infty }f_{n}(s)}은 수렴한다. 이제, 위 조건에서 {\displaystyle n\to \infty }을 취하면 다음을 얻는다.
임의의 {\displaystyle m>N_{\epsilon }} 및 {\displaystyle s\in S}에 대하여, {\displaystyle \textstyle \left\Vert \sum _{k=0}^{\infty }f_{k}(s)-\sum _{k=0}^{m}f_{k}(s)\right\Vert <\epsilon }
이에 따라, {\displaystyle \textstyle \sum _{n=0}^{\infty }f_{n}}은 균등 수렴한다.
임의의 집합 {\displaystyle S} 및 {\displaystyle \mathbb {K} }-바나흐 공간 {\displaystyle (X,\Vert \cdot \Vert )}에 대하여, 유계 함수 {\displaystyle S\to X}의 집합 {\displaystyle {\mathcal {B}}(S,X)}은 점별 덧셈과 점별 스칼라 곱셈에 대하여 벡터 공간을 이루며, 또한 다음과 같은 상한 노름에 대하여 {\displaystyle \mathbb {K} }-바나흐 공간을 이룬다.
{\displaystyle \Vert f\Vert _{\infty }=\sup _{s\in S}\Vert f(s)\Vert \qquad (f\in {\mathcal {B}}(S,X))}
만약 각 {\displaystyle f_{n}}이 유계 함수라면, 첫 번째 조건은 {\displaystyle \textstyle \sum _{n=0}^{\infty }f_{n}}이 상한 노름에 대하여 수렴하는 것과 동치이며, 두 번째 조건은 부분합 {\displaystyle \textstyle \sum _{k=0}^{n}f_{k}}이 상한 노름에 대하여 {\displaystyle {\mathcal {B}}(S,X)} 위의 코시 점렬을 이루는 것과 동치이다.

## 따름정리
일반항 판정법은 코시 수렴 판정법에서 {\displaystyle n=m+1}을 취한 특수한 경우로 생각할 수 있다.
모든 절대 수렴 급수는 수렴한다는 사실은 코시 수렴 판정법을 사용하여 증명할 수 있다.
바이어슈트라스 M-판정법은 코시 수렴 판정법을 사용하여 증명할 수 있다.

## 관련 정리

### 함수의 극한에 대한 코시 수렴 판정법
임의의 열린구간 {\displaystyle I\subseteq \mathbb {R} } 및 {\displaystyle a\in I} 및 함수 {\displaystyle f\colon I\setminus \{a\}\to \mathbb {R} }에 대하여, 다음 두 조건이 서로 동치이다.
- 함수의 극한 {\displaystyle \lim _{x\to a}f(x)}이 존재한다.
- 임의의 양의 실수 {\displaystyle \epsilon >0}에 대하여, 다음을 만족시키는 양의 실수 {\displaystyle \delta _{\epsilon }>0}가 존재한다.
  - 임의의 {\displaystyle 0<|x-a|,|y-a|<\delta _{\epsilon }}에 대하여, {\displaystyle |f(x)-f(y)|<\epsilon }

### 이상 적분에 대한 코시 수렴 판정법
이상 적분
{\displaystyle \int _{a}^{\infty }f(x)\mathrm {d} x}
{\displaystyle f\colon [a,\infty )\to \mathbb {K} }
에 대하여, 다음 두 조건이 서로 동치이다.
- {\displaystyle \textstyle \int _{a}^{\infty }f(x)\mathrm {d} x}는 수렴한다.
- 임의의 양의 실수 {\displaystyle \epsilon >0}에 대하여, 다음을 만족시키는 실수 {\displaystyle M>a}가 존재한다.
  - 임의의 {\displaystyle x,y>M}에 대하여, {\displaystyle \textstyle \left|{\int _{x}^{y}f(t)\mathrm {d} t}\right|<\epsilon }